# E3 Harelbeke 2016
La 59.ª edición de la clásica ciclista E3 Harelbeke se celebró en Bélgica el 25 de marzo de 2016 sobre un recorrido de 206,4 km. 
La carrera hizo parte del UCI WorldTour 2016 y es la sexta carrera del calendario. 
La carrera fue ganada por el corredor polaco Michał Kwiatkowski del equipo Team Sky, en segundo lugar Peter Sagan (Tinkoff) y en tercer lugar Ian Stannard (Team Sky).

## Recorrido
La E3 Harelbeke dispuso de un recorrido total de 206,4 kilómetros con 15 cotas, dos menos que el año anterior, sin embargo, manteniendo su mismo recorrido, donde los primeros 100 km no tienen mucha dificultad a excepción de dos cotas en los kilómetros 28,9 y 92 de carrera. Los últimos 106 km concentraron 13 subidas, donde se destacaba el Paterberg con su pendiente del 12 % y 20 de máximo.
| Número | Nombre              | km    | Longitud (m) | Pendiente media |
| ------ | ------------------- | ----- | ------------ | --------------- |
| 1      | Katteberg           | 28,9  | 600          | 6,7 %           |
| 2      | La Houppe           | 92    | 3440         | 3,3 %           |
| 3      | Oude Kruisberg      | 100,8 | 800          | 4,8 %           |
| 4      | Knokteberg          | 116,2 | 1530         | 5,3 %           |
| 5      | Hotondberg          | 120,1 | 1200         | 4 %             |
| 6      | Kortekeer           | 127,2 | 1000         | 6,4 %           |
| 7      | Taaienberg          | 132,2 | 650          | 9,5 %           |
| 8      | Boigneberg          | 138,4 | 2180         | 5,8 %           |
| 9      | Eikenberg           | 142,9 | 1200         | 5,5 %           |
| 10     | Stationberg         | 148,2 | 460          | 3,2 %           |
| 11     | Kapelberg           | 159,5 | 900          | 4 %             |
| 12     | Paterberg           | 164,4 | 700          | 12 %            |
| 13     | Oude Kwaremont      | 168,6 | 2200         | 4,2 %           |
| 14     | Karnemelkbeekstraat | 175   | 1530         | 4,9 %           |
| 15     | Tiegemberg          | 186,4 | 1000         | 6,5 %           |

## Equipos participantes
Tomaron parte en la carrera 25 equipos: los 18 UCI ProTeam (al tener asegurada y ser obligatoria su participación), más 7 equipos Profesionales Continentales invitados por la organización. Cada formación estuvo integrada por 8 ciclistas, formando así un pelotón de 200 corredores (el máximo permitido en carreras ciclistas). Los equipos participantes fueron:
| WorldTeams (18)- AG2R La Mondiale - Astana - BMC Racing Team - Cannondale - Dimension Data - Etixx-Quick Step - FDJ - Giant-Alpecin - IAM Cycling - Katusha - Lampre-Merida - Lotto NL-Jumbo - Lotto-Soudal - Movistar Team - Orica-GreenEDGE - Sky - Tinkoff - Trek-Segafredo Equipos continentales profesionales (7)- Bora-Argon 18 - Direct Énergie - Fortuneo-Vital Concept - Roompot-Oranje Peloton - Southeast-Venezuela - Topsport Vlaanderen-Baloise - Wanty-Groupe Gobert |
| |

## Clasificación final
- Las clasificaciones finalizaron de la siguiente forma:[5]

| \| Clasificación general \| Clasificación general \| Clasificación general \| Clasificación general \| Clasificación general \| \| Ciclista \| Ciclista \| Equipo \| Tiempo \| \| \| --------------------- \| --------------------- \| --------------------- \| --------------------- \| --------------------- \| \| 1.º \| Michał Kwiatkowski \| Team Sky \| 4 h 49 min 34 s \| \| \| 2.º \| Peter Sagan \| Tinkoff \| + 4 s \| \| \| 3.º \| Ian Stannard \| Team Sky \| + 11 s \| \| \| 4.º \| Fabian Cancellara \| Trek-Segafredo \| + 11 s \| \| \| 5.º \| Jasper Stuyven \| Trek-Segafredo \| + 11 s \| \| \| 6.º \| Lars Boom \| Astana \| + 11 s \| \| \| 7.º \| Tiesj Benoot \| Lotto-Soudal \| + 11 s \| \| \| 8.º \| Sep Vanmarcke \| LottoNL-Jumbo \| + 11 s \| \| \| 9.º \| Jean-Pierre Drucker \| BMC Racing Team \| + 11 s \| \| \| 10.º \| Daniel Oss \| BMC Racing Team \| + 11 s \| \| |                     |                 |                 |
| |                     |                 |                 |
| Fuentes: ProCyclingStats Cycling Quotient Cycling Archives |                     |                 |                 |
| Clasificación general |                     |                 |                 |
| Ciclista | Ciclista            | Equipo          | Tiempo          |
| 1.º | Michał Kwiatkowski  | Team Sky        | 4 h 49 min 34 s |
| 2.º | Peter Sagan         | Tinkoff         | + 4 s           |
| 3.º | Ian Stannard        | Team Sky        | + 11 s          |
| 4.º | Fabian Cancellara   | Trek-Segafredo  | + 11 s          |
| 5.º | Jasper Stuyven      | Trek-Segafredo  | + 11 s          |
| 6.º | Lars Boom           | Astana          | + 11 s          |
| 7.º | Tiesj Benoot        | Lotto-Soudal    | + 11 s          |
| 8.º | Sep Vanmarcke       | LottoNL-Jumbo   | + 11 s          |
| 9.º | Jean-Pierre Drucker | BMC Racing Team | + 11 s          |
| 10.º | Daniel Oss          | BMC Racing Team | + 11 s          |

## UCI World Tour
La E3 Harelbeke otorga puntos para el UCI WorldTour 2016, para corredores de equipos en las categorías UCI ProTeam, Profesional Continental y Equipos Continentales. La siguiente tabla corresponde al baremo de puntuación:
| Posición   | 1º | 2º | 3º | 4º | 5º | 6º | 7º | 8º | 9º | 10º |
| Puntuación | 80 | 60 | 50 | 40 | 30 | 22 | 14 | 10 | 6  | 2   |

| Posición | Ciclista            | Equipo         | Puntos |
| -------- | ------------------- | -------------- | ------ |
| 1.º      | Michał Kwiatkowski  | Sky            | 80     |
| 2.º      | Peter Sagan         | Tinkoff        | 60     |
| 3.º      | Ian Stannard        | Sky            | 50     |
| 4.º      | Fabian Cancellara   | Trek-Segafredo | 40     |
| 5.º      | Jasper Stuyven      | Trek-Segafredo | 30     |
| 6.º      | Lars Boom           | Astana         | 22     |
| 7.º      | Tiesj Benoot        | Lotto Soudal   | 14     |
| 8.º      | Sep Vanmarcke       | LottoNL-Jumbo  | 10     |
| 9.º      | Jean-Pierre Drucker | BMC            | 6      |
| 10.º     | Daniel Oss          | BMC            | 2      |

Además, también otorgó puntos para el UCI World Ranking (clasificación global de todas las carreras internacionales).
| Posición   | 1º  | 2º  | 3º  | 4º  | 5º  | 6º  | 7º  | 8º  | 9º | 10º |
| Puntuación | 400 | 320 | 260 | 220 | 180 | 140 | 120 | 100 | 80 | 68  |

| Posición | Ciclista            | Equipo         | Puntos |
| -------- | ------------------- | -------------- | ------ |
| 1.º      | Michał Kwiatkowski  | Sky            | 400    |
| 2.º      | Peter Sagan         | Tinkoff        | 320    |
| 3.º      | Ian Stannard        | Sky            | 260    |
| 4.º      | Fabian Cancellara   | Trek-Segafredo | 220    |
| 5.º      | Jasper Stuyven      | Trek-Segafredo | 180    |
| 6.º      | Lars Boom           | Astana         | 140    |
| 7.º      | Tiesj Benoot        | Lotto Soudal   | 120    |
| 8.º      | Sep Vanmarcke       | LottoNL-Jumbo  | 100    |
| 9.º      | Jean-Pierre Drucker | BMC            | 80     |
| 10.º     | Daniel Oss          | BMC            | 68     |